# Herengeria
Herengeria is een geslacht van sponsdieren uit de klasse van de Demospongiae (gewone sponzen). 

## Soorten
- Herengeria auriculata Lévi & Lévi, 1988
- Herengeria vasiformis Schlacher-Hoenlinger, Pisera & Hooper, 2005